# Evghenia Kanaeva
Evghenia Kanaeva (n. 2 aprilie 1990, Omsk, RSFS Rusă, URSS) este o sportivă ce a reprezentat Rusia, medaliată olimpică. A participat la 2 ediții ale Jocurilor Olimpice (2008, 2012) în care a câștigat două medalii de aur.